# Kūh-e Rāk
Kūh-e Rāk (persiska: كوه راك) är en ort i Iran.   Den ligger i provinsen Kohgiluyeh och Buyer Ahmad, i den centrala delen av landet, 500 km söder om huvudstaden Teheran. Kūh-e Rāk ligger 898 meter över havet och antalet invånare är 146.
Terrängen runt Kūh-e Rāk är varierad, och sluttar västerut.Runt Kūh-e Rāk är det ganska glesbefolkat, med 47 invånare per kvadratkilometer. Närmaste större samhälle är Dehdasht, 14,1 km sydost om Kūh-e Rāk. Omgivningarna runt Kūh-e Rāk är i huvudsak ett öppet busklandskap.